# Mudry Cap 20
Pour les articles homonymes, voir Mudry et Cap.
Ne doit pas être confondu avec Cap21.
 (mars 2018).
Si vous disposez d'ouvrages ou d'articles de référence ou si vous connaissez des sites web de qualité traitant du thème abordé ici, merci de compléter l'article en donnant les références utiles à sa vérifiabilité et en les liant à la section « Notes et références ».

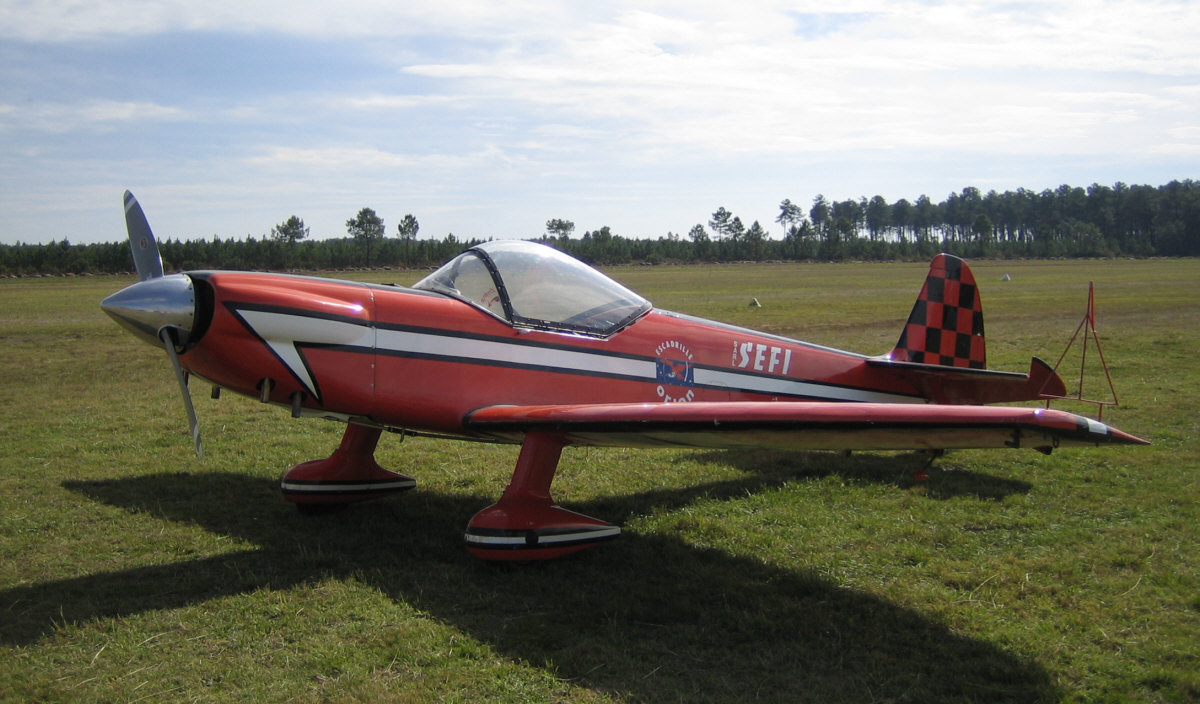
CAP 20 numéro 7

La série des CAP 20, 20L et CAP 21 sont des avions de voltige monoplaces à vocation de compétition directement extrapolés du biplace d'entrainement Cap 10.
Ils ont donné naissance à la famille des CAP 230, CAP 231 et CAP 232.

## Historique
Le CAP 20 dérivait directement du CAP 10 avec un fuselage étroit et un moteur similaire mais porté à 200 ch. L'hélice était à pas variable pour mieux utiliser la puissance supplémentaire. Cet avion a été conçu dans l'idée de relancer la voltige française dans les années 1960 alors que dans d'autres pays étaient fabriqués des avions performants. L'armée de l'air Française était demandeuse de ce type d'appareils pour lancer son équipe de voltige internationale.
Le premier vol a eu lieu en 1969. Sur les 7 exemplaires fabriqués, 6 ont été achetés pour l'Équipe de voltige de l'Armée de l'air. Les performances de cet avion furent assez décevantes par rapport au CAP 10, mais l'esthétique faisait l'unanimité. Le CAP 20 n'avait pas assez de taux de roulis et sa construction était trop solide (et donc trop lourde) pour un avion de compétition. De nombreux essais de voilures ont été réalisés qui aboutirent à celle du CAP 20L. Les CAP 20 de l'armée ne réussirent que des places d'honneur aux mains de pilotes réputés comme Louis Peña.
L'armée conservera ses CAP 20 devenus obsolètes jusqu'à leur remplacement par les CAP 230. Les survivants seront alors revendus.
Production : 7 exemplaires de série, 2 prototypes dont un recevra plus tard un moteur 6 cylindres de 260 ch surnommé l'Arlésien.
Le CAP 20L était une version dérivée, allégée à 460 kg pour plus de performances, elle vola en 1976. L'aile était modifiée par rapport au CAP 20 ainsi que la dérive qui était plus grande et plus rectangulaire. Le taux de roulis était augmenté et les performances générales aussi. Contrairement au CAP 20 originel qui était destiné à l'armée, le CAP 20L eut une bonne carrière civile. Le CAP 20L a échangé par rapport à son prédécesseur la grâce contre les performances.
12 exemplaires de série et 2 prototypes furent construits, tous civils.
Le CAP 21 dérivait du 20L dont il conservait le fuselage complet mais avait une nouvelle aile trapézoïdale qui préfigurait celle du CAP 230. Le CAP 21 vola en 1980. Le train d'atterrissage à lames composites était pris sur le fuselage et non les ailes comme sur le CAP 230 à venir.
Les performances du CAP 21 étaient excellentes pour l'époque.
17 exemplaires civils et un prototype furent construits de 1980 à 1987.
Ces avions ont marqué la voltige française des années 1970-1980, mais malgré leurs bonnes performances, aucun pilote ne parvint à gagner de médailles en championnat du monde. Il faudra attendre le CAP 231 pour cela.